# Grauwe franjepoot
De grauwe franjepoot (Phalaropus lobatus) is een vogel uit de familie van de franjepoten (Phalaropodidae).

## Veldkenmerken
Het is een kleine steltloper met een scherpe snavel. Het zomerkleed is grijs met een kastanjebruine borst, een witte keel en een zwarte kop. Het vrouwtje is groter en feller gekleurd dan het mannetje. Buiten de broedtijd zijn de vogels wit vanonder en grijs vanboven met een zwart gezichtsmasker. Met zijn gelobde tenen is het een uitstekende zwemmer.

## Gedrag
De vogels brengen de winter in open zee door in grote groepen en leven van visjes en schaaldieren. Hun broedgebied bevindt zich op de toendra. De vrouwtjes vechten er onderling om de mannetjes en leggen verschillende broedsels na elkaar, telkens met een ander mannetje. Het nest bestaat uit een kuiltje dat met gras is bedekt. Daarin worden tot vier eieren gelegd die door het mannetje worden uitgebroed. De eieren komen na twintig dagen uit en na twintig dagen kunnen de jongen vliegen.

## Verspreiding en leefgebied
In Europa is de grauwe franjepoot alleen in het broedseizoen aanwezig. Ze broeden in IJsland, Noorwegen, Estland, Letland en Litouwen, maar ook in noordelijk Canada, noordelijk Alaska en noordelijk Azië. Tijdens de trek kunnen de vogels duizenden kilometers afleggen.

### Voorkomen in Nederland
De grauwe franjepoot trekt in uiterst klein aantal door Nederland en wordt dan gezien in ondiep zoet water, vooral in Noord-Holland, de Waddeneilanden, het westen van Friesland en Noord-Groningen.

## Status
De grootte van de populatie is in 2015 geschat op 3,6-4,5 miljoen vogels. Op de Rode lijst van de IUCN heeft deze soort de status niet bedreigd.

## Galerij

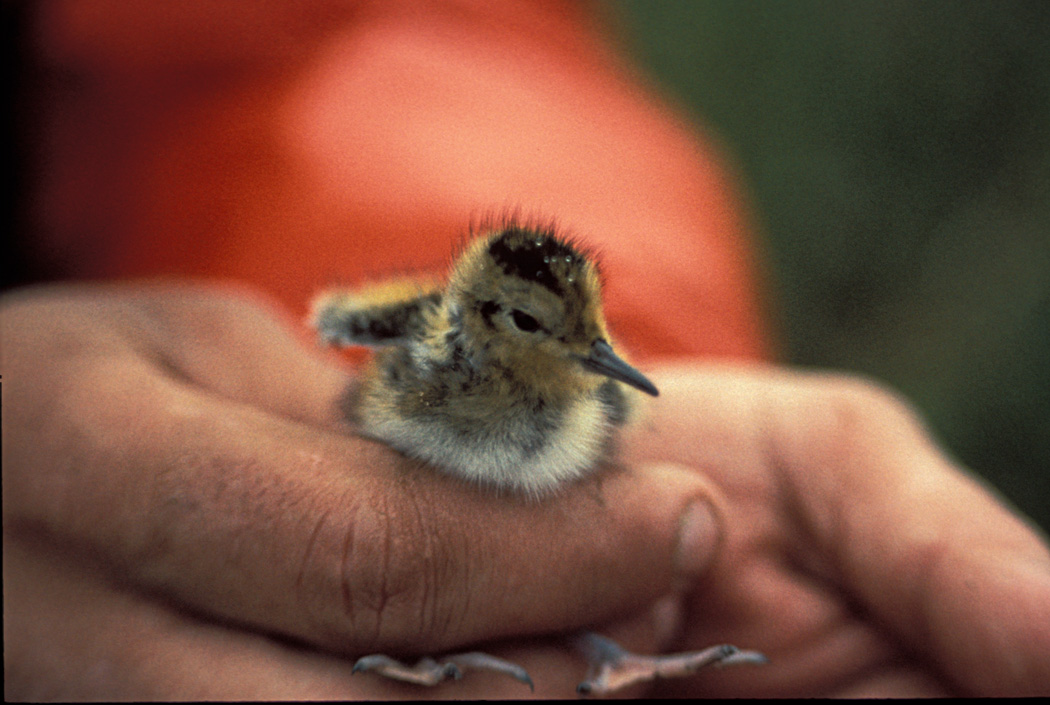
Jonge vogel

## Video
- Zomerkleed